# Агентство Пенджабских княжеств
Агентство Пенджабских княжеств (англ. Punjab States Agency) — политическое управление (офис) в Британской Индии. Агентство было создано в 1933 году, на основании модели, применённой ранее в Центрально-индийском агентстве и Агентстве Раджапутаны, с целью упорядочивания отношений с 40 северо-западными индийскими княжествами ранее входившими в состав провинции Пенджаб Британской Индии.

## История
Туземные княжества региона попали под суверенитет Британской короны после Англо-непальской войны 1814—1816 года и стали совокупно называться Пенджабские туземные княжества или горные княжества Шимлы. В дальнейшем они попали под прямой контроль администрации британской провинции Пенджаб, за исключением княжества Техри Гархвал, которое было присоединено к провинции Агра и Ауд.
Агентство было создано в 1933 на основе пенджабских туземных княжеств по совету заместителя губернатора провинции Пенджаб, управления княжеств Шимлы, в лице заместителя комиссара Шимлы. Агентство было создано под прямым управлением Генерал-Губернатора Индии, штаб-квартира находилась в Шимле.
После 1947 года большинство княжеств решило присоединиться к Индийскому Союзу, а остальные вошли в Доминион Пакистан. Индийские княжества были объединены в штат Химачал-Прадеш, а княжество Техри Гархвал стало частью Уттар-Прадеш. В 2000, северная часть Уттар-Прадеша, включая бывшие земли Техри Гархвал, были выделены в штат Уттаракханд.

## Туземные княжества

### Агентство по управлению туземными княжествами Пенджаба
Салютуемые княжества, по приоритету:
| Княжество            | Современное название      | Кол-во выстрелов в наследственном салюте | Кол-во выстрелов в персональном (местном) салюте | Титул князя                          |
| -------------------- | ------------------------- | ---------------------------------------- | ------------------------------------------------ | ------------------------------------ |
| Княжество Патиала    | Патиала                   | 17                                       | 19                                               | Е. В. махараджа                      |
| Княжество Бахавалпур | Бахавалпур, Пакистан      | 17 (21 в Пакистане)                      | -                                                | Е. В. наваб (позднее — рана или рао) |
| Княжество Джинд      | Джинд                     | 13                                       | 15                                               | Е. В. махараджа                      |
| Княжество Капуртхала | Джинд                     | 13                                       | 15                                               | Е. В. махараджа                      |
| Княжество Набха      | Набха (Пенджаб)           | 13                                       | 15                                               | Е. В. махараджа                      |
| Княжество Кайтхал    | Кайтхал                   | 13                                       | 15                                               | Бхай (Е. В. махараджа)               |
| Княжество Кахлур     | Биласпур (Химачал-Прадеш) | 11                                       | -                                                | Е. В. раджа                          |
| Княжество Чамба      | Чамба (округ)             | 11                                       | -                                                | Е. В. раджа                          |
| Княжество Фаридкот   | Фаридкот                  | 11                                       | -                                                | Е. В. раджа                          |
| Княжество Малеркотла | Малеркотла (Пенджаб)      | 11                                       | -                                                | Е. В. наваб                          |
| Княжество Манди      | Манди                     | 11                                       | -                                                | Е. В. раджа                          |
| Княжество Сирмоор    | Нахан                     | 11                                       | -                                                | Е. В. махараджа                      |
| Княжество Сукет      | Сандернагар               | 11                                       | -                                                | Е. В. раджа                          |
| Княжество Лохару     | Лохару                    | 9                                        | -                                                | Е. В. наваб                          |

Несалютуемые княжества :
- Мамдот
- Патауди

#### Исторические горные княжества Пенджаба
- Кангра
- Кангра-Надаун
- Джасван
- Гулер (Харипур)
- Сиба
- Датарпур
- Кутлехар
- Мадхопур
- Нерпер

### Шимлское горное супер-интендантство Агентство по управлению туземными княжествами Пенджаба
Салютуемые княжества, по приоритету:
| Княжество | Современное название | Кол-во выстрелов в наследственном салюте | Кол-во выстрелов в персональном (местном) салюте | Титул князя |
| --------- | -------------------- | ---------------------------------------- | ------------------------------------------------ | ----------- |
| Башахр    | Камру (Форт)         | -                                        | 9                                                | Е. В. раджа |

Несалютуемые княжества:
- Багхал
- Багхат
- Белсан
- Беджа
- Бхаджджи
- Даркоти
- Дхами[англ.]
- Джуббал
- Кеонтхал
- Кумхарсайн
- Кунихар
- Кутхар
- Махлонг
- Мангал
- Налагарх (Хиндур)
- Раджагарх
- Сангри
- Тхароч